# Heide am Hillenwang
Die Heide am Hillenwang ist ein am 16. Mai 1979 vom Regierungspräsidium Stuttgart durch Verordnung ausgewiesenes Naturschutzgebiet auf dem Gebiet der Gemeinde Gruibingen in Baden-Württemberg.

## Lage und Beschreibung
Der Hillenwang liegt nordwestlich von Gruibingen. Das Schutzgebiet befindet sich an dessen Südhang am linken Talhang des Winkelbachtals. Es gehört sowohl zum FFH-Gebiet Nr. 7423-342 Filsalb als auch zum Vogelschutzgebiet Nr. 7422-441 Mittlere Schwäbische Alb. Umgeben ist es vom Landschaftsschutzgebiet Oberes Filstal-Gemeinde Gruibingen. Naturräumlich gehört es zur Mittleren Kuppenalb innerhalb der naturräumlichen Haupteinheit 09-Schwäbische Alb.
Es besteht aus zwei lediglich durch einen Forstweg getrennten Teilgebieten. Das östliche Teilgebiet umfasst drei von Wald umgebene Wacholderheidenreste im Gewann Ob der Riese. Das westliche Teilgebiet umfasst zwei ebenfalls von Wald umgebene Wacholderheidenreste und eine größere Heidefläche am Hangfuß.

## Schutzzweck
Wesentlicher Schutzzweck des Naturschutzgebietes ist laut Schutzgebietsverordnung „die Sicherung einer Heide am Albrand und die Erhaltung und Förderung der vorhandenen seltenen Flora.“